# American Antiquarian Society
Pour les articles homonymes, voir AAS.
The American Antiquarian Society (AAS) (en français, Société antiquaire américaine), est une société savante américaine créée en 1812 à l'initiative de l'éditeur et patriote Isaiah Thomas. Ses missions consistent à collecter, préserver et rendre disponibles les sources imprimées concernant les États-Unis, depuis la première colonisation jusqu'en 1876. Son bâtiment principal, connu comme l'Antiquarian Hall, est un National Historic Landmark,.
L'AAS offre des programmes pour les chercheurs, étudiants, enseignants, artistes, écrivains, généalogistes, et tout public intéressé par ces questions. Un accès numérique aux collections est disponible.
La société possède plus de trois millions d'éléments, livres, brochures, journaux, périodiques, gravures ou manuscrits, soit environ deux tiers du total des livres imprimés aux États-Unis de 1640 à 1820, certains éléments ayant un caractère unique. Cette collection inclut des éléments sur l'ensemble des États-Unis, et également le Canada et les Antilles britanniques. L'un des volumes les plus précieux détenus par la Société est un exemplaire du premier livre imprimé en Amérique, le Bay Psalm Book. L'AAS possède également l'une des plus grandes collections de journaux imprimés en Amérique, jusqu'en 1876, avec plus de deux millions d'éléments.

## Histoire
La société est fondée le 24 octobre 1812, à l'initiative de l'éditeur de presse Isaiah Thomas, par une loi de la Cour générale du Massachusetts. Elle est la troisième société historique établie en Amérique, et la première à intérêt national dans son champ d'application. Isaiah Thomas a  donné 8 000 ouvrages provenant de sa bibliothèque personnelle. Le premier bâtiment de la bibliothèque est construite en 1820 dans le centre-ville de Worcester. En 1853, la société installe ses collections dans un bâtiment plus grand, au coin de la Highland Street, également dans le centre de Worcester, puis déménage à nouveau, dans un bâtiment construit à cet effet. Conçu par Winslow, Bigelow & Wadsworth, l'édifice néo-georgien, situé  à l'angle de Park Avenue et de Salisbury Street, est achevé en 1910. Des parties adjacentes ont été ensuite ajoutées, pour suivre la croissance des collections, la plus récente ayant été réalisée en 2003. L'AAS a reçu en 2013 la National Humanities Medal, remise par le président des États-Unis, Barack Obama, lors d'une cérémonie à la Maison-Blanche.

### Histoire de l'imprimerie
Dans le cadre des missions de l'AAS en tant que société savante, celle-ci propose diverses conférences et séminaires, notamment sur la technique de l'imprimerie au XVIIIe siècle en Amérique du Nord alors britannique. Isaiah Thomas, lui-même dirigeant d'un journal, a recueilli un grand nombre de documents imprimés concernant l'impression, la fabrication du papier, l'édition et la réimpression. L'AAS s'est engagé d'une façon significative dans la conservation d'éléments imprimés depuis cette période, ainsi qu'en conservant un département consacré au matériel utilisé pour l'édition, nécessaire de couture, ainsi que différents tissus et matériaux.

## Membres notables de la société
Les membres de l'American Antiquarian Society comprennent des universitaires, des écrivains, des journalistes, des cinéastes, des collectionneurs, des présidents américains et des dirigeants civiques. Les membres notables comprennent les personnes suivantes :
- John Adams (1735-1826), 2e président des États-Unis, de 1797 à 1801
- John Quincy Adams (1767-1848), 6e président des États-Unis, de 1825 à 1829
- Roald Amundsen (1872-1928), un marin et explorateur polaire norvégien
- Ken Burns (1953-), un producteur, réalisateur, directeur de la photographie, scénariste et acteur américain
- Jimmy Carter (1924-), 39e président des États-Unis de 1977 à 1981
- Bill Clinton (1946-), 42e président des États-Unis de 1993 à 2001
- Calvin Coolidge (1873-1933), 30e président des États-Unis de 1923 à 1929
- Walter Cronkite (1916-2009), un journaliste américain
- Esther Forbes (1891-1967), un écrivain américain
- Henry Louis Gates, (1950-), un universitaire, historien, éditeur, encyclopédiste, réalisateur de télévision américain spécialisé dans l'histoire et la culture afro-américaine
- Annette Gordon-Reed, (1958-), une historienne et professeure de droit américaine
- Ferdinand Rudolph Hassler (1770-1843), géodésien géographe, métrologue et mathématicien suisse
- Rutherford B. Hayes (1822-1893), 19e président des États-Unis, de 1877 à 1881
- Charles Hudson (homme politique) (1795-1881), représentant et sénateur des États-Unis[17]
- Washington Irving (1783-1859), un écrivain américain
- Andrew Jackson (1767-1845), 7e président des États-Unis de 1829 à 1837
- John Jay (1745-1829), un homme politique, révolutionnaire, diplomate et juriste américain
- Thomas Jefferson (1743-1826), 3e président des États-Unis de 1801 à 1809
- Jill Lepore (1966-...), une historienne américaine
- James Madison (1751-1836), 4e président des États-Unis de 1809 à 1817
- Othniel Charles Marsh (1831-1899), un paléontologue américain
- David McCullough (1933-), un écrivain, historien et biographe américain
- James Monroe (1758-1831), 5e président des États-Unis de 1817 à 1825
- Nathaniel Philbrick (1956-.), un écrivain américain
- Dorothy B. Porter (1905-1995), une bibliothécaire, bibliographe et conservatrice de musée afro-américaine
- John Wesley Powell (1834-1902), un explorateur américain
- Franklin Delano Roosevelt (1882-1945), 32e président des États-Unis de 1933 à 1945
- Theodore Roosevelt (1858-1919), 26e président des États-Unis de 1901 à 1909
- William Howard Taft (1857-1930), 25e président des États-Unis de 1909 à 1913
- Isaiah Thomas (1749-1831), un éditeur de presse et un auteur américain
- Henry Vignaud (1830-1922), diplomate, journaliste, historien, membre en 1896
- Bushrod Washington (1762-1829), un juge américain
- Woodrow Wilson (1856-1924), 28e président des États-Unis de 1913 à 1921
- Gordon S. Wood (1933-...), un historien américain

## Galerie

American Antiquarian Society
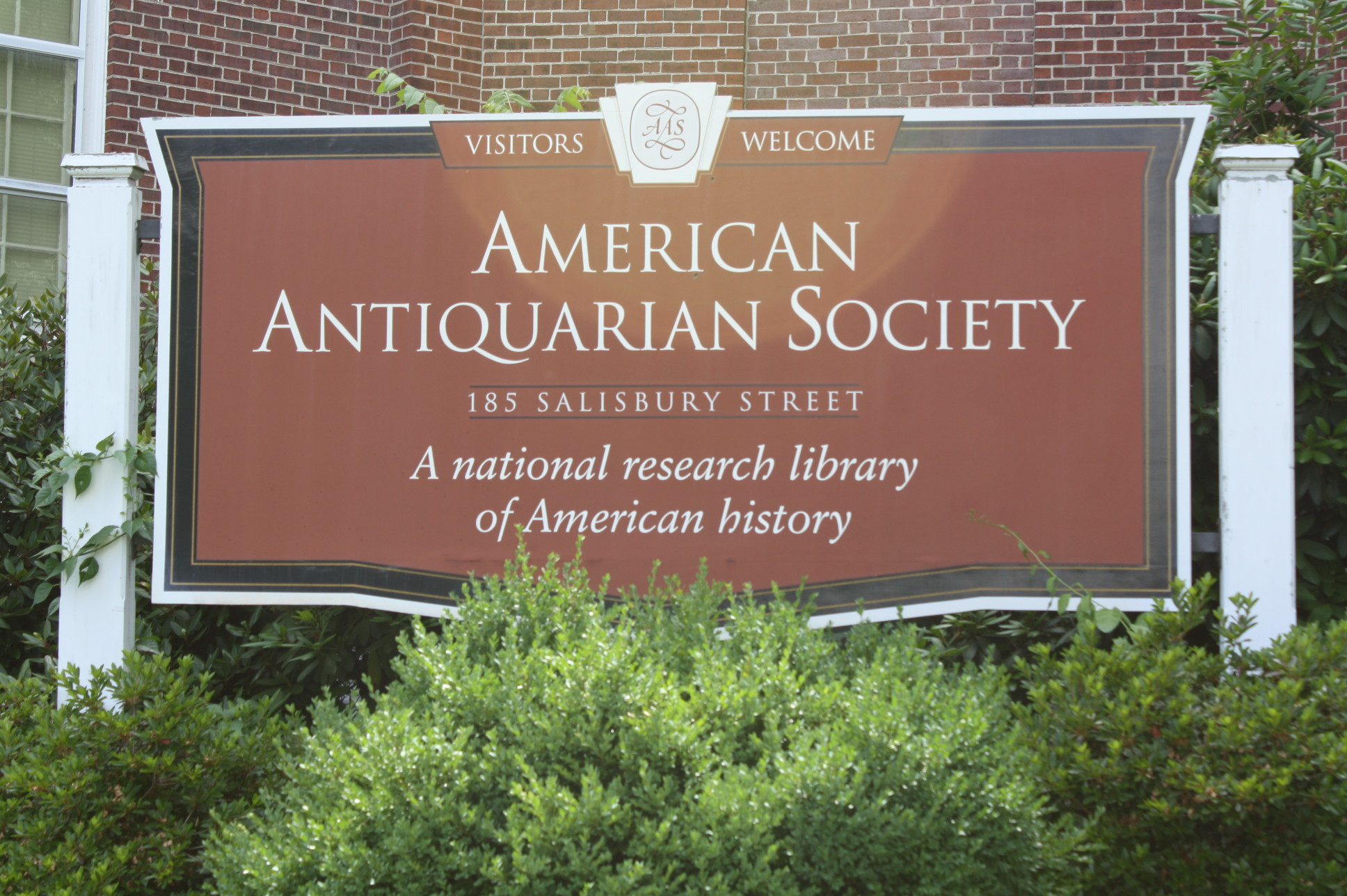
Façade du bâtiment
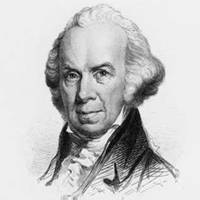
Isaiah Thomas, le fondateur de la société
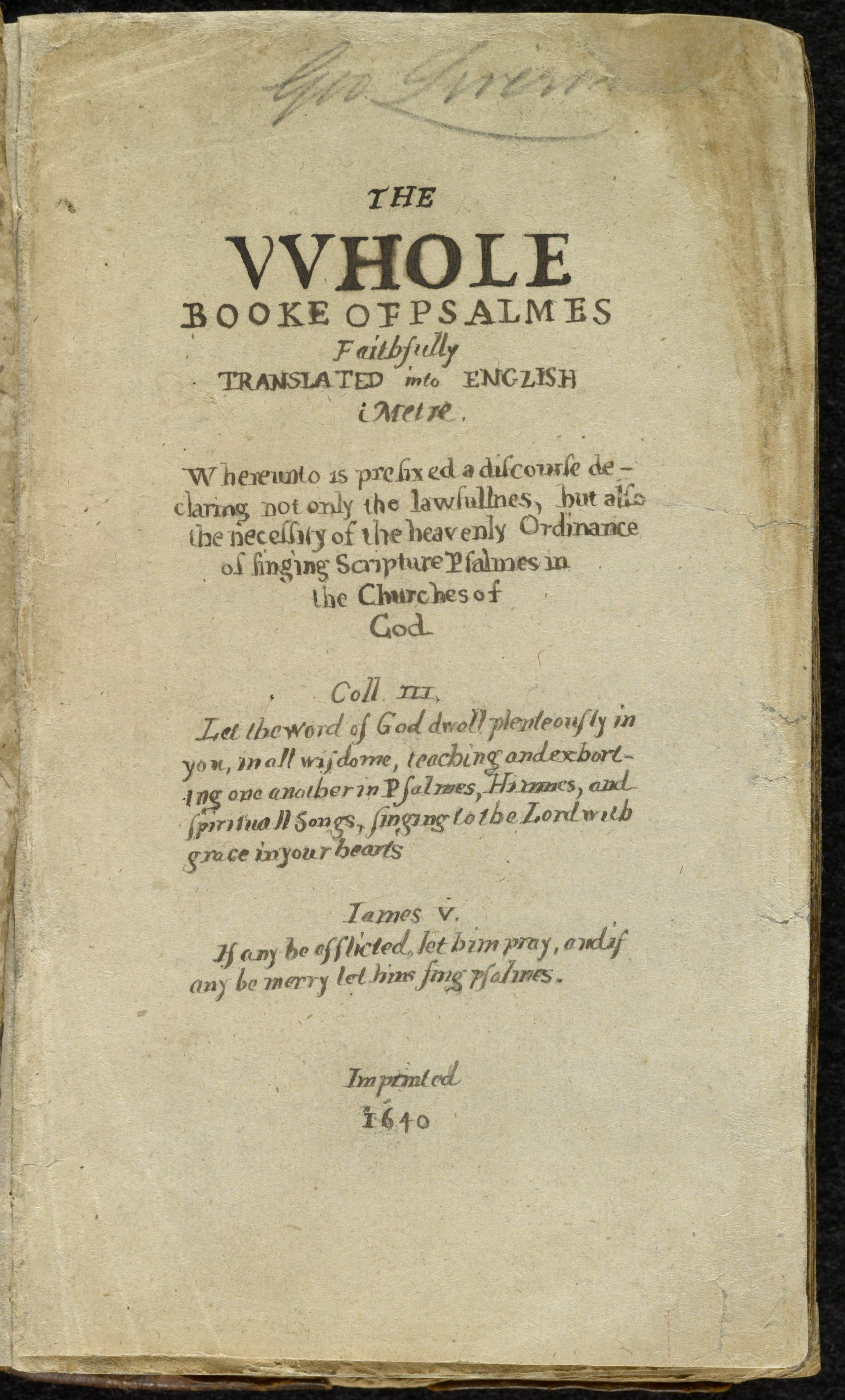
Bay Psalm Book
Sceau de la société
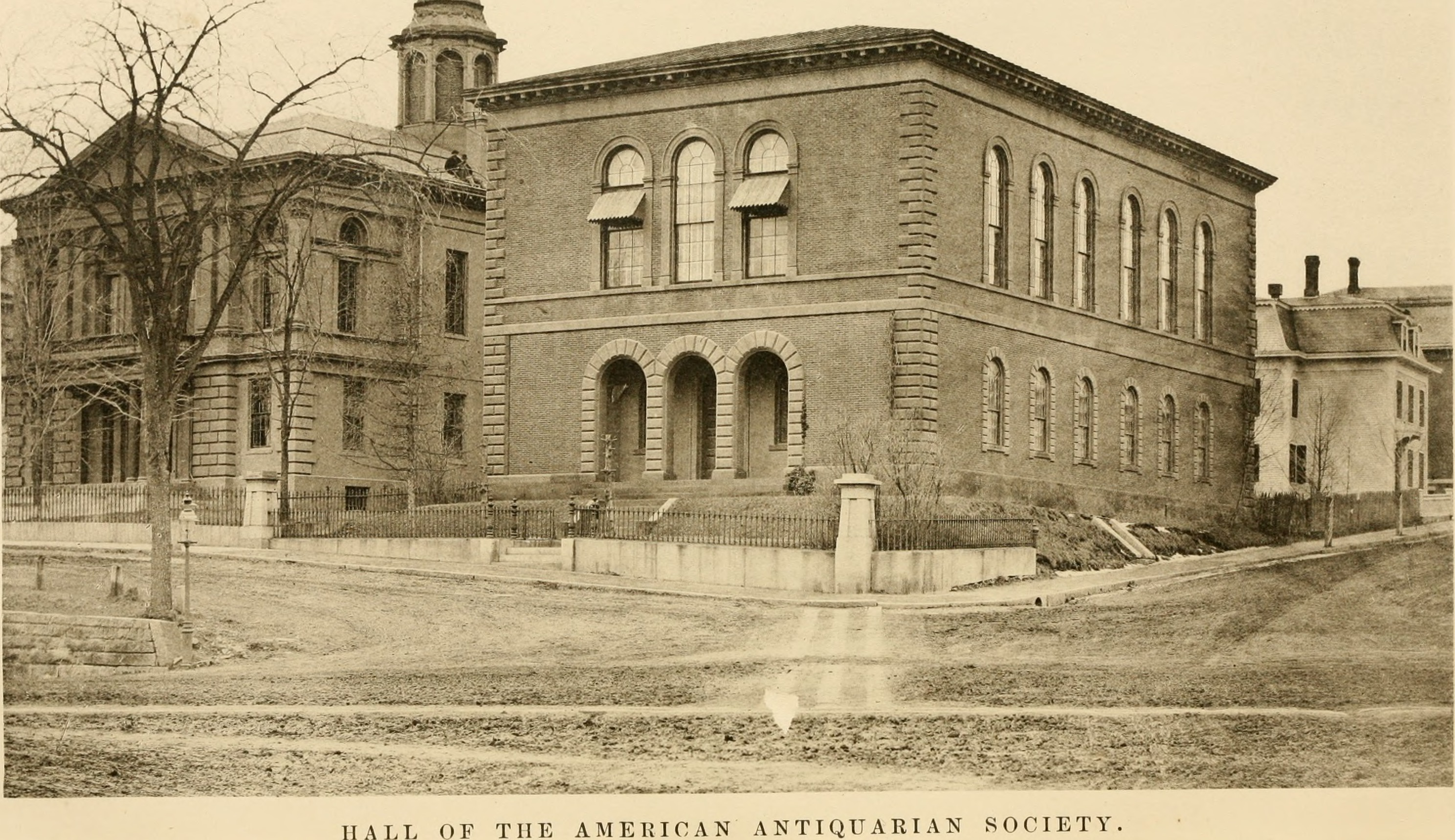
Hall (1876)